# Sergej Leonidovič Sokolov
Sergej Leonidovič Sokolov (rusky Сергей Леонидович Соколов; 18. červnajul./ 1. července 1911greg. Jevpatorija – 31. srpna 2012 Moskva) byl sovětský maršál, ministr obrany SSSR v letech 1984–1987.

## Život
S. L. Sokolov od šestnácti let pracoval, roku 1930 se stal funkcionářem Komsomolu. V roce 1932 byl odveden do armády, díky komsomolské činnosti mohl studovat vojenské učiliště. Třicátá léta strávil na nižších velitelských postech v tankových vojscích, účastnil se bojů u jezera Chasan ve funkci velitele roty. Během Vlastenecké války sloužil v Karélii.
Od padesátých let se vypracoval do vysokých vojenských funkcí, v roce 1967 se stal členem nového vedení ministerstva obrany – 1. náměstkem ministra, zůstal jím dlouhých sedmnáct let. Po smrti ministra Ustinova dosáhl na místo ministra obrany. Ve vládě vydržel jen dva a půl roku, byl odvolán v červnu 1987, poté co sovětská protivzdušná obrana nesestřelila lehké civilní letadlo Mathiase Rusta, který tak ilegálně doletěl z Helsinek až do Moskvy, kde přistál u Rudého náměstí. I po zániku SSSR zůstal formálně ve službě jako poradce ministerstva obrany.

## Vzdělání
- květen 1932 – listopad 1934 – studium na Gorkijském tankovém učilišti
- 1947 – absolvoval Vojenskou akademii tankových a mechanizovaných vojsk
- 1951 – absolvoval Vojenskou akademii generálního štábu

## Vojenská kariéra
- Od 29. května 1932 v Rudé armádě
- listopad 1934 – květen 1941 – velitel čety, roty, praporu
- květen 1941 – březen 1944 – náčelník štábu tankového pluku, v automobilní a tankové správě Karelského frontu (naposled náčelník štábu správy)
- březen – září 1944 – velitel tankových a mechanizovaných vojsk 32. armády Karelského frontu
- listopad 1947 – květen 1948 – velitel tankového pluku
- květen 1948 – prosinec 1949 – náčelník štábu tankové divize
- leden 1952 – prosinec 1954 – velitel mechanizované divize
- prosinec 1954 – březen 1958 – náčelník štábu 2. gardové mechanizované armády
- březen 1958 – leden 1960 – velitel 7. tankové armády
- leden 1960 – červenec 1964 – náčelník štábu Moskevského vojenského okruhu
- červenec 1964 – říjen 1965 – 1. zástupce velitele Leningradského vojenského okruhu
- říjen 1965 – duben 1967 – velitel Leningradského vojenského okruhu
- duben 1967 – prosinec 1984 – 1. náměstek ministra obrany SSSR
- 22. prosince 1984 – 30. května 1987 – ministr obrany SSSR
- od června 1987 – ve skupině generálních inspektorů

## Hodnosti
- 9. září 1943 – plukovník
- 3. srpna 1953 – generálmajor
- 25. května 1959 – generálporučík
- 13. dubna 1964 – generálplukovník
- 12. dubna 1967 – armádní generál
- 17. února 1978 – maršál Sovětského svazu

## Politická činnost
- od 1937 člen VKS(b)
- březen 1966 – duben 1968 – kandidát ÚV KSSS
- duben 1968 – duben 1989 – člen ÚV KSSS
- 23. dubna 1985 – 26. června 1987 – kandidát politbyra ÚV KSSS
- 1966–1989 – poslanec Nejvyššího sovětu

## Dílo
- Ленинский стиль в работе военных кадров. Moskva: Vojenizdat, 1983.